# 바티칸 시국의 국기

국기 비율: 1:1

바티칸 시국의 국기는 1825년 교황 레오 12세 때 제정된 국기이다. 노란색과 하얀색은 교황청 위병 모표의 색을 의미하고 문장은 교황의 삼중관과 성 베드로(가톨릭에서의 첫번째 교황)의 열쇠가 서로 엇갈리는 모양이다. 국기는 정사각형이다. 삼중으로 이루어진 교황관은 통치권, 신품권, 교도권 등 교황이 지닌 세 가지 직무를 나타낸다. 1929년에 바티칸 시국의 국기로 인정되었다.

## 교황령의 깃발들

교황령의 기 (754-1803)
교황령의 기 (1803-1825)
교황령의 기 (1825-1870)
교황령의 보병기 (1808-1870)
바티칸 시국의 국기 (1929-2001)
바티칸 시국의 국기 (2001-2023)

## 같이 보기
- 바티칸 시국의 국장